# Rohé
Die A. Rohé Holding GmbH ein europäischer Konzern mit Sitz in Wien, der auf Dienstleistungen rund um die Tankstelle spezialisiert ist. Dazu gehören die Wartung von Tankstellen, der Bau und die Installation von Tankanlagen, Eichung, Wartung von Autowaschanlagen und die Bodensanierung. Nach eigenen Angaben macht das Unternehmen rund 115 Mio. Euro Umsatz (Stand 2007) und beschäftigt europaweit über 1100 Mitarbeiter. Das Unternehmen verfügt über eigene Tochtergesellschaften in 19 Ländern.

## Geschichte
1949 gründete Adam Rohé in Offenbach am Main die A. Rohé GmbH Deutschland und parallel dazu 1962 die A. Rohé GmbH Österreich mit Sitz in Wien.
Ab 1970 entwickelte das Unternehmen elektrische Zapfsäulen, 1983 stieg das Unternehmen als Rohé Tankanlagentechnik GmbH in den vollständigen Tankstelleninstallations- und Tankstellenwartungsmarkt in Deutschland ein. Fünf Jahre später, 1988, wurde das Unternehmen in die Osorno Vermögensverwaltungsgesellschaft in Augsburg eingegliedert.
In den 1990er Jahren wurden diverse Tochterunternehmen in Europa gegründet: 1991 in Ungarn, 1992 in Tschechien, 1993 in Bulgarien und der Slowakei, 1994 in Rumänien, 1995 in Polen, 1996 in Lettland, Estland, Litauen und Kroatien sowie 1997 in Jugoslawien und Belarus. Aufgrund der Vielzahl der Tochterunternehmen wird 1997 ein Holdingunternehmen gegründet. 2008 kommen dann noch zwei weitere Tochterunternehmen in der Türkei sowie der Ukraine hinzu.
1994 kam es zu einer Unternehmensfusion zwischen der deutschen Tankanlagentechnik GmbH und der österreichischen A. Rohé GmbH. Daraufhin werden von Rohé schlüsselfertige Tankstellen konstruiert. Die erste Tankstelle dieser Art wird ein Jahr später an ihren Besitzer übergeben.
Am 11. März 2009 hat die österreichische Niederlassung Insolvenz angemeldet.
Am 16. März 2009 hat die A. Rohé Holding GmbH am Handelsgericht Wien den Antrag auf Eröffnung eines Konkursverfahrens eingebracht und strebt einen Zwangsausgleich an.

## Konzernstruktur
Rohé ist ein österreichisches Unternehmen, das in 18 Ländern mit eigenen Niederlassungen vertreten ist. Die Niederlassungen sind jeweils Töchter der Rohé Holding, die zentrale Funktionen in Bezug auf Key Account Management, Einkauf und Strategie übernimmt. Darüber hinaus ist die Holding Anlaufstelle für alle länderübergreifenden Themen.

## Dienstleistungen
Die Rohé bietet die Wartung von Tankstellen und Betankungsanlagen, den Bau und die Installation von Tankstellen und Betankungsanlagen, die Wartung und Installation von Autowaschanlagen, die Kalibrierung von Betankungsanlagen, die Tankreinigung und sonstige Dienstleistungen rund um die Tankstelle sowie die Bodensanierung von Kohlenwasserstoffverbindungen an.